# Forn de calç Casa Nova
El Forn de calç Casa Nova és una obra de Sant Martí de Tous (Anoia) inclosa a l'Inventari del Patrimoni Arquitectònic de Catalunya.

## Descripció
Es tracta de dos forns situats en la carretera C-241c al paratge de La casa nova. Són dos forns de calç amb dues entrades en arc de mig punt que encara romanen dempeus i estan rematades per maons.
Per les restes conservades, es pot afirmar que l'interior dels canons és de pedra. La part superior, parcialment perduda, està coberta per abundant vegetació.